# GRB 970228

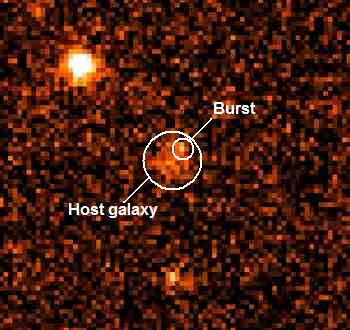
GRB 970228 visto desde el Hubble (marcado como Burst en la imagen).

GRB 970228 fue un brote de rayos gamma (GRB por sus siglas en inglés). en el que pudo detectarse por primera vez la emisión decreciente en rayos X, confirmando la hasta entonces teoría sobre el efecto de posluminiscencia que sigue a dichos estallidos. Fue detectado el 28 de febrero de 1997 a las 02:58 UTC. Desde 1993, los físicos habían predicho que en GRB se seguiría por un resplandor de baja energía (en longitudes de onda como ondas de radio, rayos x, e incluso luz visible), pero hasta este evento, GRB sólo fue observado en ráfagas luminosas de alta energía de rayos gamma (la forma más energética de radiación electromagnética).
El brote tuvo alcances múltiples en su curva de luz y duró aproximadamente 80 segundos. 
Peculiaridades en la curva de luz de GRB 970228 sugirieron que una supernova pudo haber ocurrido. La posición del brote coincidió con una galaxia cerca de 8.1 millones de años luz, proporcionando evidencia que GRB ocurrió mucho más allá de la Vía Láctea.

## Observaciones
Un brote de rayos gamma es un flash muy luminoso de rayos gamma, la forma más energética de radiación electromagnética. Los GRB fueron detectados por primera vez en 1967 por los satélites Vela, una serie de naves espaciales diseñadas para detectar explosiones nucleares.
GRB 970228 fue detectado el 28 de enero de 1997 a las 02:58 por el Monitor de Explosiones de Rayos Gamma y una de las Cámaras Wide Field a bordo de BeppoSAX, un satélite italiano-holandés originalmente diseñado para estudiar rayos X. En pocas horas, el equipo de BeppoSAX determinó la posición del brote con un cuadro de error -un área pequeña alrededor de la posición específica para tener en cuenta el error en la posición- de tres minutos de arco. El brote fue también detectado por la sonda espacial Ulysses.
El brote fue localizado en una ascensión recta de 05h 01m 46.7s y una declinación de +11° 46′ 53.0″. Duró alrededor de 80 segundos y tuvo varios picos en su curva de luz.
Los brotes de rayos gamma tienen perfiles de tiempo muy diversos, y no se entiende completamente por qué algunos brotes tienen varios picos y algunos tienen solamente uno. Una explicación posible es que picos múltiples son formados cuando la fuente del brote de rayos gamma se somete a una precesión.